# Shantanu Narayen

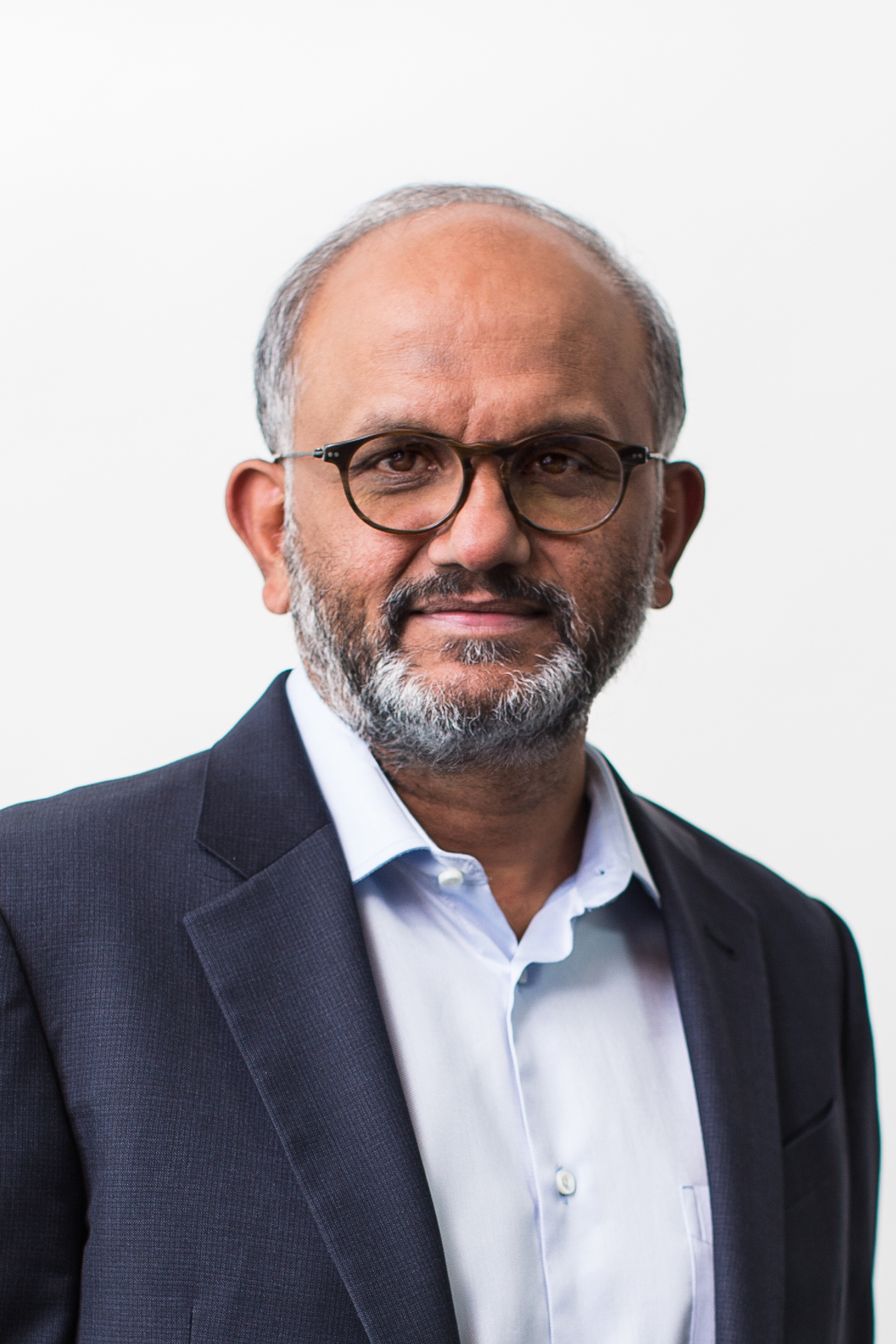
Shantanu Narayen (2016)

Shantanu Narayen (* 27. Mai 1963 in Hyderabad) ist ein indisch-US-amerikanischer Manager und Informatiker. Seit Dezember 2007 ist er Chairman, President und Chief Executive Officer (CEO) von Adobe Inc.

## Laufbahn
Narayen wurde 1963 in eine telugusprachige Familie geboren. Er erwarb einen Bachelor-Abschluss in Elektronik und Kommunikationstechnik am University College of Engineering der Osmania University in Hyderabad. Er zog in die Vereinigten Staaten, um seine Ausbildung zu vervollständigen, und erwarb 1986 einen Master in Informatik an der Bowling Green State University in Ohio. 1993 erwarb er einen MBA an der Haas School of Business der University of California, Berkeley.
1986 trat Narayen einem Start-up-Unternehmen im Silicon Valley namens Measurex Automation Systems bei, das Computersteuerungssysteme für Kunden aus der Automobil- und Elektronikbranche herstellte. Anschließend wechselte er zu Apple, wo er von 1989 bis 1995 in leitenden Positionen tätig war.
Nach Apple war er als Direktor für Desktop- und Kollaborationsprodukte bei Silicon Graphics tätig. 1996 war er Mitbegründer von Pictra Inc, einem Unternehmen, das Pionierarbeit bei der gemeinsamen Nutzung von Digitalfotos über das Internet leistete. Narayen kam 1998 als Senior Vice-President of Worldwide Product Development zu Adobe, eine Position, die er bis 2001 innehatte. Von 2001 bis 2005 war er Executive Vice-President of Worldwide Products. 2007 wurde er CEO des Unternehmens. Unter der Führung von Narayen konnte Adobe zu einem der führenden Softwareunternehmen weltweit aufsteigen. 2011 wurde Narayen ins Wirtschaftsberatungsteam des damaligen US-Präsidenten Barack Obama berufen.

## Persönliches
Narayen ist verheiratet und Vater von zwei Söhnen. Er ist Fan der Sportarten Segeln und Cricket. Er vertrat Indien einmal bei einer asiatischen Regatta im Segeln.

## Auszeichnungen
- Ehrendoktor der Bowling Green State University (2011)
- Padma Shri (2019)